# 国道24号線 (韓国)
国道24号線(國道第二十四號新安-蔚山線、ハングル: 국도 제24호선)は全羅南道新安郡荏子面から蔚山広域市南区無去洞へ至る大韓民国の一般国道である。 潭陽郡から居昌郡までの区間は光州-大邱高速道路と平行に走り、密陽市から蔚山広域市の間には韓国の国道最長トンネルである加智山トンネルがある。

## 歴史
- 1971年8月31日 : 一般国道路線指定令により国道第24号線光州-蔚山線になる。
- 1981年3月14日 : 起点を既存の全羅南道光州市にて全羅南道新安郡智島邑て延長する。
- 2001年8月25日 : 起点を全羅南道新安郡智島邑にて全羅南道新安郡荏子面に再び延長された。

## 通過する自治体
- 全羅南道
  - 新安郡 - 務安郡 - 咸平郡 - 長城郡 - 潭陽郡
- 全北特別自治道
  - 淳昌郡 - 南原市
- 慶尚南道
  - 咸陽郡 - 居昌郡 - 陜川郡 - 昌寧郡 - 密陽市
- 蔚山広域市
  - 蔚州郡 - 南区

## 通過する道路
高速道路
- 光州-大邱高速道路
- 務安-光州高速道路
- 蔚山高速道路
- 湖南高速道路
- 統営-大田高速道路
- 中部内陸高速道路
- 中央高速道路

国道
- 国道1号線
- 国道3号線
- 国道7号線
- 国道13号線 (韓国)（朝鮮語版）
- 国道14号線
- 国道15号線
- 国道17号線 (韓国)
- 国道19号線 (韓国)（朝鮮語版）
- 国道20号線 (韓国)
- 国道21号線 (韓国)
- 国道22号線 (韓国)（朝鮮語版）
- 国道23号線
- 国道25号線
- 国道26号線
- 国道27号線 (韓国)（朝鮮語版）
- 国道33号線 (韓国)
- 国道35号線 (韓国)（朝鮮語版）
- 国道37号線 (韓国)（朝鮮語版）
- 国道58号線 (韓国)（朝鮮語版）
- 国道59号線 (韓国)（朝鮮語版）
- 国道77号線
- 国道79号線